# Kaščej l'immortale (film)
Kaščej l'immortale (Кащей Бессмертный) è un film del 1944 diretto da Aleksandr Arturovič Rou.